# Łukasz Siemion
Łukasz Siemion (ur. 12 kwietnia 1985 w Ełku) – polski wioślarz, reprezentant Polski w czwórce bez sternika wagi lekkiej na Igrzyskach Olimpijskich w Londynie. Zawodnik klubu Międzyszkolny Ośrodek Sportowy w Ełku, a od 2005 LOTTO-Bydgostia Bydgoszcz.

## Kariera sportowa
Brązowy medalista mistrzostw świata w ósemkach (2006) z Eton i w czwórkach bez sternika wagi lekkiej z Poznania (2009).

## Odznaczenia
W 2009 za osiągnięcia sportowe został odznaczony Złotym Krzyżem Zasługi.

## Osiągnięcia
- Mistrzostwa Świata U23 – Poznań 2004 – czwórka bez sternika wagi lekkiej mężczyzn – 1. miejsce[3].
- Mistrzostwa Świata – Eton 2006 – ósemka wagi lekkiej – 3. miejsce[3].
- Mistrzostwa Europy – Poznań 2007 – czwórka bez sternika wagi lekkiej – 4. miejsce[3].
- Mistrzostwa Europy – Ateny 2008 – czwórka bez sternika wagi lekkiej – 8. miejsce[3].
- Mistrzostwa Świata – Linz 2008 – ósemka wagi lekkiej – 5. miejsce[3].
- Mistrzostwa Świata – Poznań 2009 – czwórka bez sternika wagi lekkiej – 3. miejsce[3].
- Mistrzostwa Europy – Montemor-o-Velho 2010 – czwórka bez sternika wagi lekkiej – 2. miejsce[3].
- Mistrzostwa Świata – Bled 2011 – czwórka bez sternika wagi lekkiej mężczyzn – 7. miejsce[3].
- Letnie Igrzyska Olimpijskie – Londyn 2012 – czwórka bez sternika wagi lekkiej mężczyzn – 13. miejsce[3]. * Mistrzostwa Europy – Szczecin 2015 – ergometr wioślarski – 2. miejsce